# Баотоу-Східне
40°34′11″ пн. ш. 110°01′29″ сх. д. / 40.569671° пн. ш. 110.0246° сх. д.
Баотоу-Східне (до 1956 року — Баотоу; кит. 包头东站, пін. Bāotóudōng Zhàn) — залізнична станція в КНР, розміщена на Цзінін-Баотоуській залізниці між станціями Наньюаньцунь і Баотоу та на Пекін-Баотоуській залізниці між станціями Гученвань і Ваньшуйцюань. Від станції відходить гілка до станції Куньдулуньчжао.
Розташована в районі Дунхе міського округу Баотоу (автономний район Внутрішня Монголія). Відкрита в 1923 році.